# Geelbrauwmierkruiper
De geelbrauwmierkruiper (Hypocnemis hypoxantha) is een zangvogel uit de familie Thamnophilidae (miervogels).

## Verspreiding en leefgebied
Deze soort komt voor in het westen en zuiden van het Amazonegebied en telt twee ondersoorten:
- H. h. hypoxantha: van zuidoostelijk Colombia tot oostelijk Ecuador, centraal Peru en amazonisch westelijk Brazilië.
- H. h. ochraceiventris: amazonisch zuidoostelijk Brazilië.

## Status
De grootte van de populatie is niet gekwantificeerd maar de soort wordt omschreven als schaars. Op de Rode lijst van de IUCN heeft deze soort de status niet bedreigd.